# Stanley Lucerne
Stanley "Stan" Lucerne est un personnage fictif de la série télévisée Skins interprété par Daniel Flaherty.

## Biographie du personnage
Stanley est présenté comme un puceau introverti qui est amoureux de Michelle, la copine de son meilleur ami Tony. Il est fréquemment malchanceux : il perd un sac rempli de marijuana...
Dans les premiers épisodes, il semble aduler Tony, et lorsqu'on lui demande : « C'est tout ce que tu fais Stanley, sortir avec Tony ? » il répond « plus ou moins ». L'attitude de Stan est généralement à mettre en contraste avec celle de Tony, c'est-à-dire le bon copain qui fait tout pour aider ses amis. Sa personnalité séduira assez vite Cassie qui portera à Stan une profonde affection qui sera dans un premier temps non réciproque, ce qui la blessera profondément. 
Stanley n'est pas le dernier des imbéciles mais ne réussit pas si bien à l'école car il est facilement distrait.

## Histoire du personnage

### Dans la saison 1
Dans l'épisode Tony, il se fait promettre par Tony qu'il perdra sa virginité avec Cassie avant qu'il ait 17 ans. Il égare la marijuana du dealeur et celui-ci engage une véritable chasse à l'homme contre lui.
Dans l'épisode Tea ils -Tony et Stanley- font croire aux autres que Stan a perdu sa virginité avec Cassie, ce qui n'est pas vrai.
Stanley s'intéresse à Michelle en étant inconscient de l'attention que lui porte Cassie. Dans l'épisode Cassie, celle-ci pense que Stan l'aime aussi car il l'invite à la fête organisée chez Michelle.